# Rosettea elliotii
Rosettea elliotii is een plantensoort uit de familie Melastomataceae. Het is een kruidachtige plant of struik die een groeihoogte tot 2,75 meter kan bereiken. De bloemen hebben een rood- of blauwpaarse kleur.
De soort komt voor in tropisch West- en westelijk Centraal-Afrika, van Guinee-Bissau tot in West-Kameroen. Hij groeit daar in bosgebieden.
In Sierra Leone wordt een aftreksel van gedroogde bladeren gemaakt, die zou worden ingenomen tegen koorts.

## Synoniemen
- Dissotis elliotii Gilg
- Dissotis thollonii var. elliotii (Gilg) Jacq.-Fél.
- Dissotis conraui Gilg ex Engl.
- Dissotis floribunda A.Chev.